# Estigmene cingulata
Estigmene cingulata là một loài bướm đêm thuộc phân họ Arctiinae, họ Erebidae.